# مارکوس کوکو
مارکوس کوکو (فرانسوی: Marcus Coco‎؛ زادهٔ ۲۴ ژوئن ۱۹۹۶) بازیکن فوتبال اهل فرانسه است که در پست هافبک بازی می‌کند.
از باشگاه‌هایی که در آن بازی کرده‌است می‌توان به باشگاه فوتبال گنگام اشاره کرد.
وی همچنین در تیم ملی فوتبال زیر ۲۱ سال فرانسه بازی کرده‌است.